# 装甲架桥车

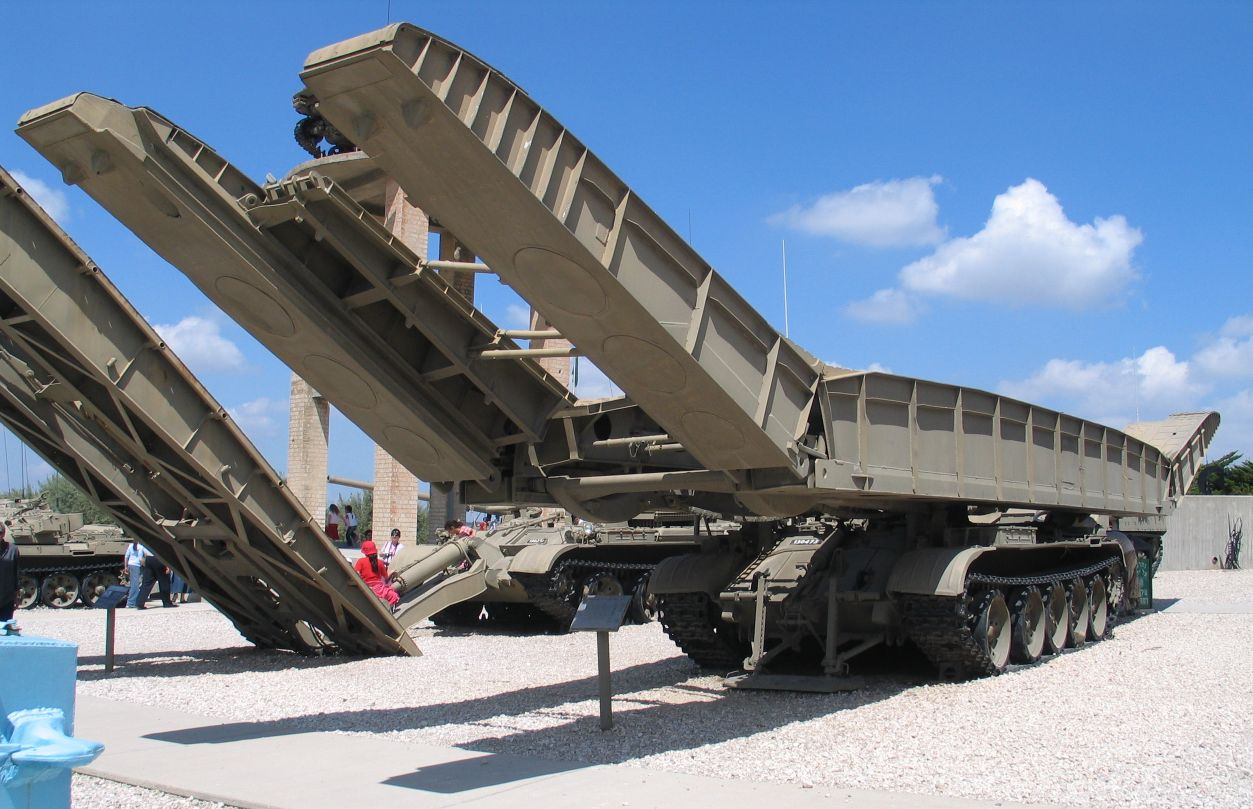
以色列的MTU-20裝甲架橋車，使用蘇聯的T-55坦克底盤。

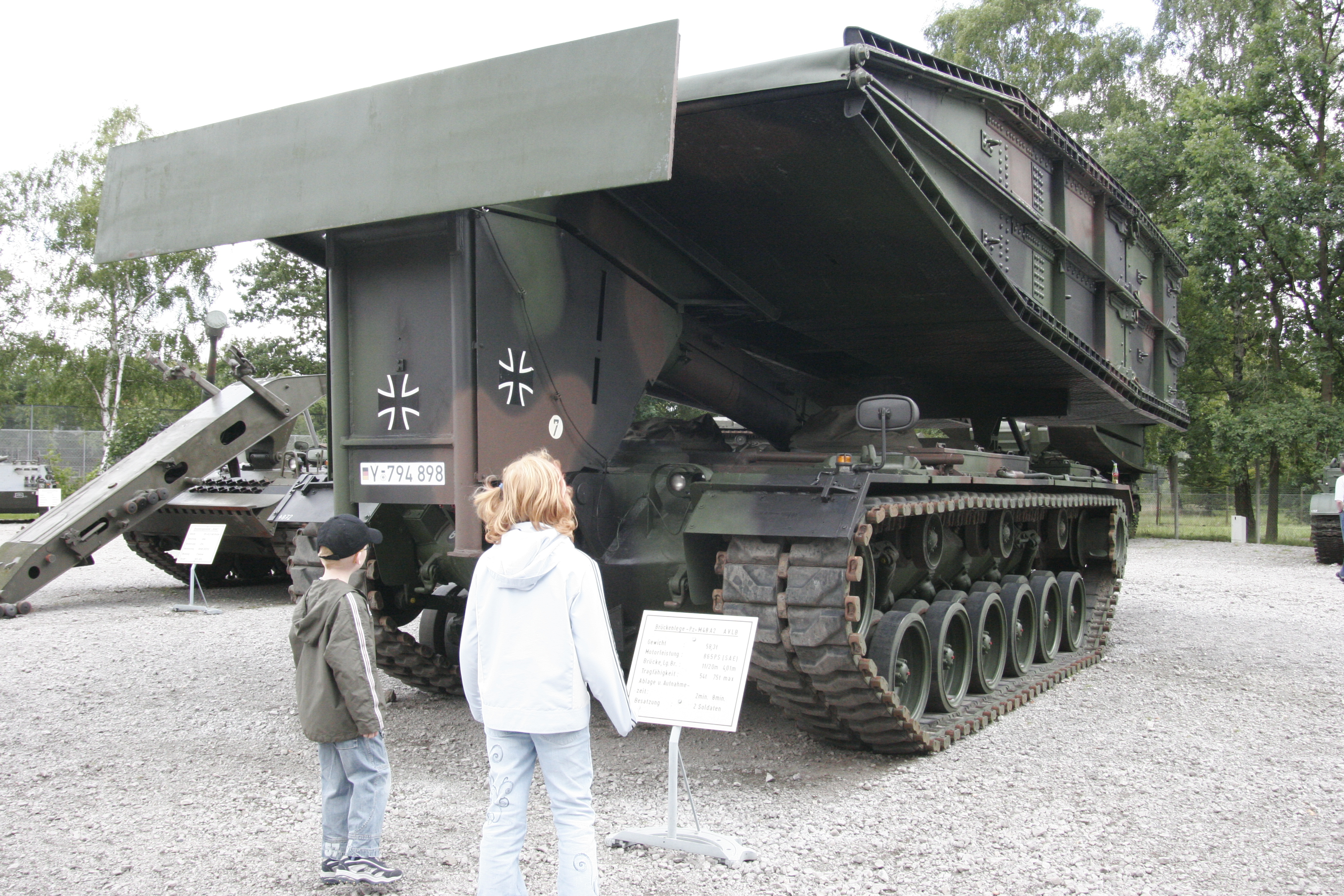
M48A2裝甲架橋車

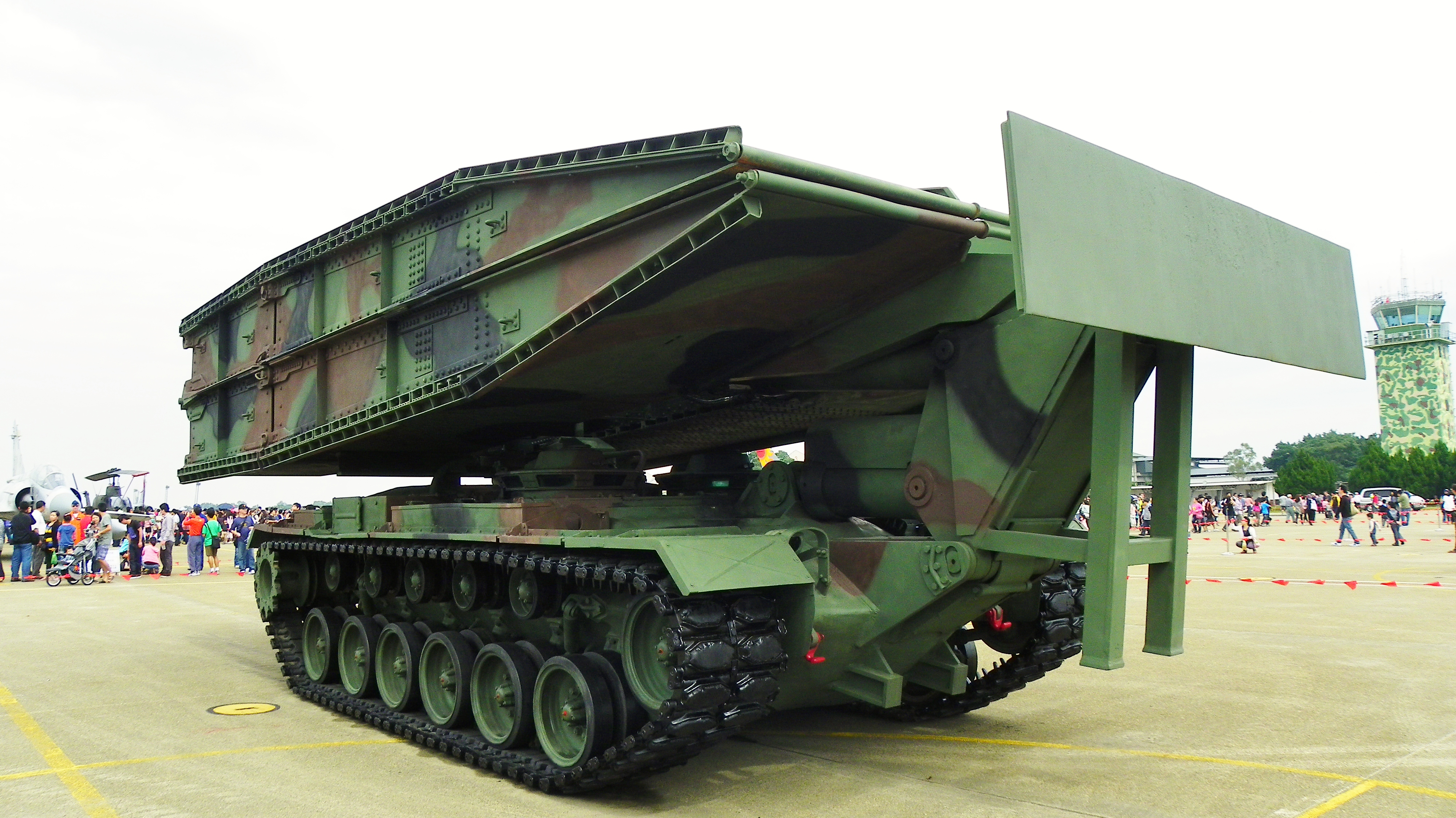
M48A5 履帶機動橋

裝甲架橋車（英語：Armoured Vehicle-launched Bridge，簡稱：AVLB），指裝有車橋及其架設、撤收裝置的裝甲車輛，主要用於快速架設橋樑，令部隊迅速通過河流，普遍裝備於工兵部隊。裝甲架橋車可由一般坦克或自走炮底盤改裝而成，部份會保留機槍作防衛用途。
桥身从折叠状态展开，在几分钟内跨过障碍物形成可通行的桥面，然后AVLB车辆脱离桥身移动到一边，让车流通过桥面。当所有车辆完成通过，AVLB跨过桥面，重新附在桥身另一头，把桥身重新折叠、驮载，跟随坦克部队继续进攻。 因此，AVLB底盘具有与主战坦克相同的越野通过能力是必要的。第二次世界大战期间，英国使用了瓦倫丁戰車底盘的架桥坦克、邱吉尔桥柱式坦克架桥车（架桥时先开到沟壕的底部，把自身底盘当桥墩，将桥面升起并搭在两岸）。二战后，美国陆军陆续使用了M48、M60、M1坦克底盘开发了架桥坦克。1973年10月第四次中东战争中，叙利亚坦克部队进攻戈兰高地时，大量使用苏制坦克架桥车以克服那条著名的“戈兰沟”。
技术分为：
- 剪刀桥（scissors bridge）：具有跨度大的优点。已经从两节折叠发展到三节。如俄罗斯MTU-90
- 双层叠放平推跳板式：先将叠在下方的桥节推出，尔后通过连桥机构将两个半桥连成一个整桥，再继续向对岸平推。苏联以T-55为底盘的МТУ-20；西德于1973年11月正式装备了“海狸”式装甲架桥车。
- 三节桥柱式剪刀桥，如英国酋長式戰車衍生型FV4205架桥车，苏联MTU-72。两端的桥节可以向下弯过去当桥墩用，另一台坦克架桥车驶上桥面去后再继续向前架桥。

车辙桥就是指桥面只有两条车辙道，桥面中央是空的。每个半桥分为两个桥节，每个桥节有主桥、副桥等机构。主桁架构成的主桥（外车道），用于坦克和装甲车辆通过；焊有悬臂副桁架构成副桥（内车道），用于通过小型车辆。
架桥坦克通常在两条主桥面之间的车体中央安装1挺自卫机枪，在架桥之前拆除。